# Schmalkalden
Schmalkalden település Németországban, azon belül Türingiában. Lakosainak száma 19 984 fő (2023. december 31.). Schmalkalden Schwallungen, Christes és Steinbach-Hallenberg községekkel határos.

## Népesség
A település népességének változása:
| Lakosok száma | 19 291 | 19 828 | 19 732 | 19 555 | 20 065 | 19 984 |
|               | 2015   | 2017   | 2019   | 2021   | 2022   | 2023   |